# Valdallière
Valdallière is een gemeente in het Franse departement Calvados in de regio Normandië. De gemeente telde op 1 januari 2022 5.692 inwoners en maakt deel uit van het arrondissement Vire.

## Geschiedenis
De gemeente ontstond op 1 januari 2016 door de fusie van de gemeenten Bernières-le-Patry, Burcy, Chênedollé, Le Désert, Estry, Montchamp, Pierres, Presles, La Rocque, Rully, Saint-Charles-de-Percy, Le Theil-Bocage, Vassy en Viessoix, die tot 22 maart 2015 het kanton Vassy hadden gevormd.

## Geografie
De oppervlakte van Valdallière bedroeg op 1 januari 2022 157,94 vierkante kilometer; de bevolkingsdichtheid was toen 36 inwoners per km².

Kaart van het voormalige kanton Vassy, gelijk aan de huidige gemeente, tegen de andere toenmalige gemeenten van Calvados.

De onderstaande kaart toont de ligging van Valdallière met de belangrijkste infrastructuur en aangrenzende gemeenten.

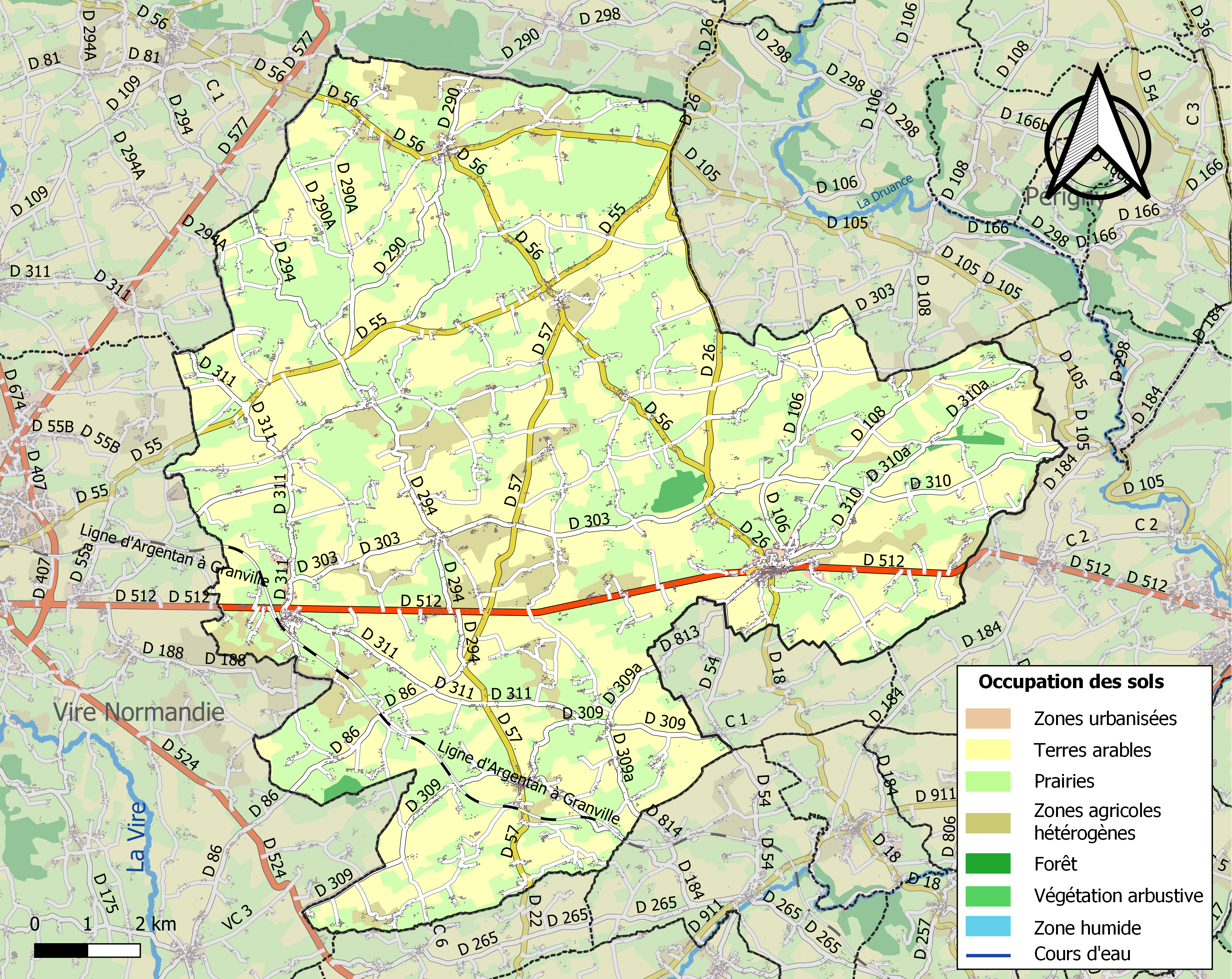